# ماتياس غاريدو
ماتياس غاريدو (بالإسبانية: Matías Garrido)‏ (2 فبراير 1986 بسان خوان في الأرجنتين - ) هو لاعب كرة قدم أرجنتيني في مركز الوسط. لعب مع أتلتيكو باتروناتو وخميناسيا خوخوي وسبورتيفو ديسامبارادوس.

## وصلات خارجية
- ماتياس غاريدو على موقع قاعدة بيانات كرة القدم.إي يو (الإنجليزية)
- ماتياس غاريدو على موقع Soccerway.com (الإنجليزية)